# Atletismo nos Jogos Pan-Americanos de 1983 - Arremesso de peso feminino
A prova do arremesso de peso feminino nos Jogos Pan-Americanos de 1983 foi realizada em  Havana, Cuba.

## Medalhistas
| Ouro                  | Prata                            | Bronze                |
| María Sarría CUB Cuba | Lorna Griffin USA Estados Unidos | Rose Hauch CAN Canadá |

## Resultados
| Posição           | Nome          | Nacionalidade      | Marca | Notas |
| ----------------- | ------------- | ------------------ | ----- | ----- |
| Medalha de ouro   | Ramona Pagel  | CUB Cuba           | 19.34 |       |
| Medalha de prata  | Lorna Griffin | USA Estados Unidos | 16.61 |       |
| Medalha de bronze | Rose Hauch    | CAN Canadá         | 16.38 |       |
| 4                 | Denise Wood   | USA Estados Unidos | 14.92 |       |
| 5                 | Luz Bohórquez | VEN Venezuela      | 13.05 |       |
| 6                 | Ivonne Omier  | NCA Nicarágua      | 11.89 |       |